# Armata dei Volontari

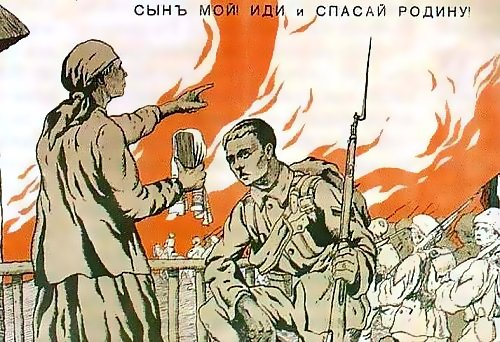
Manifesto di propaganda dell'Armata dei Volontari raffigurante una donna che si rivolge al proprio figlio con le parole "Figlio mio, vai e salva la tua Patria".

L'Armata dei Volontari in russo Добровольческая армия, Dobrovol'českaja armija?, fu un esercito controrivoluzionario che combatté nel meridione della Russia con l'Armata Bianca durante la guerra civile del 1918-1920.

## Storia

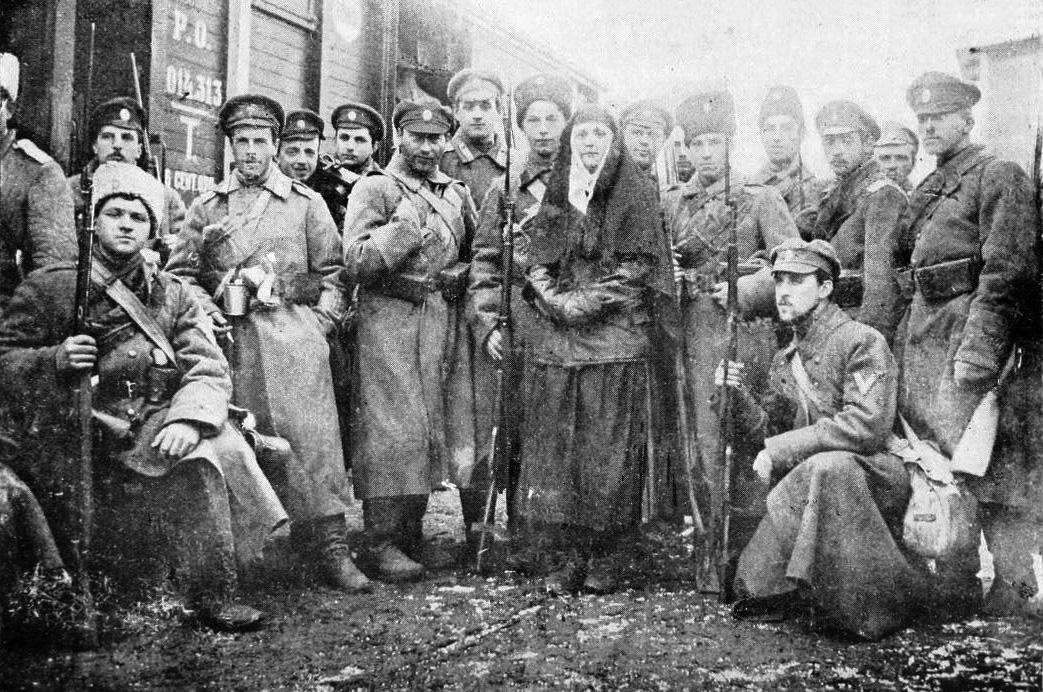
Membri dell'Armata dei Volontari nella Russia meridionale nel gennaio 1918

L'Armata dei Volontari fu costituita a Novočerkassk tra il novembre e il dicembre del 1917 dai generali Michail Alekseev e Lavr Kornilov e, inizialmente, includeva volontari tra ufficiali, cadetti, studenti e cosacchi. Il 9 gennaio 1918 ne fu annunciata ufficialmente la creazione. 
Alekseev ne diventò il leader supremo, Kornilov il suo comandante in capo, Aleksander Lukomskij, Anton Denikin e Sergej Markov rispettivamente comandanti del Corpo militare, della Prima divisione e del Primo reggimento ufficiali. Nel loro quartier generale istituirono inoltre il cosiddetto Concilio Speciale, organo decisionale che includeva anche politici civili quali Pëtr Struve, Pavel Miljukov, Michail Rodzianko, Sergej Sazonov e Boris Savinkov.
All'inizio del gennaio 1918, il numero dei volontari presenti ammontava all'incirca a 4.000 unità e l'Armata stessa collaborava con le truppe del Generale Aleksei Kaledin nella guerra contro l'Armata Rossa. Alla fine di febbraio l'Armata dei Volontari si dovette ritirare da Rostov sul Don a seguito di un'offensiva dei Bolscevichi, spostandosi verso Kuban' al fine di riunirsi con le formazioni cosacche lì di stanza, una manovra militare conosciuta come Marcia del Ghiaccio. La maggior parte dei cosacchi di Kuban rifiutò tuttavia di dare il proprio supporto all'armata: solo una piccola unità (circa 3.000 uomini) guidata dal Generale Viktor Pokrovskij si unirono all'Armata dei Volontari il 26 marzo 1918, aumentando il suo numero a 6.000 unità. Il successivo tentativo da parte dell'Armata di conquistare Krasnodar (allora Ekaterinodar) tra il 9 e il 13 aprile si rivelò tuttavia un fallimento totale, nel quale lo stesso Kornilov perse la vita. Il Generale Denikin prese il comando di quanto rimaneva delle truppe e si ritirò nelle stanitsa della regione del Don. 3.000 uomini guidati dal colonnello Michail Drozdovskij si unirono all'Armata dei Volontari nel giugno dello stesso anno. Il 23 giugno l'esercito (formato ora da 8.000-9.000 unità) iniziò la seconda campagna di Kuban con il supporto militare dei soldati dell'Ataman del Don, Pëtr Nikolaevič Krasnov (1918-1919). In settembre l'Armata arrivò a contare 30.000-35.000 uomini grazie alla mobilitazione dei Cosacchi di Kuban e degli "elementi controrivoluzionari" giunti dal nord del Caucaso. A causa di questo avvenimento l'Armata dei Volontari mutò il proprio nome in "Armata dei Volontari del Caucaso".
Nell'autunno del 1918, i governi di Gran Bretagna, Francia e Stati Uniti d'America incrementarono il proprio supporto materiale e tecnico all'armata. Con l'aiuto della Triplice intesa, le forze degli eserciti Bianchi stanziati nel sud della Russia furono coordinati e organizzati nelle Forze Armate della Russia meridionale (Вооружённые силы Юга России, o Vooruženniye sily Juga Rossii) sotto il comando di Denikin. 

### L'offensiva del 1919
Tra la fine di quell'anno e l'inizio del 1919, Denikin cercò di sconfiggere l'Undicesima Armata Sovietica e di conquistare la regione Nord-Caucasica. Nel gennaio, l'Armata dei Volontari del Caucaso fu scissa nell'Armata del Caucaso e nell'Armata dei Volontari, che successivamente si sarebbe unita all'Armata del Don, creata con i resti dell'Armata Cosacca di Krasnov. Dopo aver conquistato Donbass, Caricyn e Charkiv, nel giugno Denikin iniziò il 3 luglio la propria marcia verso Mosca. Secondo i suoi piani l'attacco principale alla città sarebbe stato inflitto dall'Armata dei Volontari (40.000 uomini), guidata dal generale Vladimir Maj-Majevskij.
L'Armata Bianca fu accusata dai Sovietici di atroci crudeltà nei confronti dei lavoratori che abitavano i territori conquistati, a causa delle quali la storiografia russa soprannominò tale regime con l'appellativo di "Denikinsčina" (in assonanza con la famigerata Opričnina). Alcune delle unità e delle formazioni dell'Armata dei Volontari possedevano un buon addestramento militare, tuttavia la loro  efficienza cominciò a diminuire a causa delle significative perdite che i comandanti colmavano con la coscrizione forzata dei contadini e persino dei soldati dell'Armata Rossa catturati.
Durante la controffensiva dei bolscevichi (iniziata nell'ottobre del 1919), l'Armata dei Volontari subì diverse e pesanti sconfitte, che la costrinsero a ritirarsi nel meridione russo.

### Il ritiro in Crimea
All'inizio del 1920 si ritirò all'interno della regione del Don e il numero dei suoi effettivi scese a 5.000 unità sotto il comando del generale monarchico Aleksander Kutepov.
Il 26 e il 27 marzo 1920, quel che rimaneva dell'Armata dei Volontari evacuò Novorossijsk, che fino ad allora era stata il centro decisionale del Concilio Superiore, e si diresse in Crimea, dove si fuse con l'esercito di Pëtr Nikolaevič Vrangel'.

### Antisemitismo
Il servizio di propaganda dell'Esercito dei Volontari, l'Osvag, sosteneva che "gli ebrei devono pagare per tutto: per le rivoluzioni di febbraio e ottobre, per il bolscevismo e per i contadini che hanno sottratto le loro terre ai proprietari". L'organizzazione ha anche ripubblicato i Protocolli dei Savi di Sion.
Sebbene le truppe di Denikin fossero responsabili solo del 17,2 per cento dei pogrom, secondo lo storico Nicholas Werth (la maggior parte dei quali sono stati compiuti da nazionalisti ucraini o da eserciti ribelli affiliati a nessuna delle due parti), gli ufficiali "bianchi" lodavano i soldati che commettevano crimini antisemiti, alcuni dei quali ricevevano persino dei bonus.
Tuttavia, l'Esercito dei Volontari è stato finanziato da ricchi ebrei: il banchiere Abraham Halperin ha pagato 800.000 rubli all'atamano cosacco Alexei Kaledin. Il leader sionista Daniel Pasmanik, presidente dell'Unione delle comunità ebraiche della Crimea, ha chiesto di "inchinarsi in preghiera davanti all'Armata Bianca" per la sua "lotta al sacrificio di sé contro i bolscevichi". All'estero, i massacri antisemiti hanno preoccupato i donatori europei e americani. Winston Churchill ha chiesto a Denikin di "impedire l'uccisione di ebrei nei distretti controllati dal suo esercito". Churchill, tuttavia, non osava confrontarsi con i suoi ufficiali e si accontentava di vaghe condanne formali.